# Куртјези
Куртјези (фр. Courthiézy) насеље је и општина у североисточној Француској у региону Шампањ-Арден, у департману Марна која припада префектури Еперне.
По подацима из 2011. године у општини је живело 331 становника, а густина насељености је износила 56,2 становника/km². Општина се простире на површини од 5,89 km². Налази се на средњој надморској висини од 66 метара.

## Демографија
| 1962. | 1968. | 1975. | 1982. | 1990. | 1999. | 2011. |
| ----- | ----- | ----- | ----- | ----- | ----- | ----- |
| 209   | 217   | 218   | 260   | 300   | 311   | 331   |

График промене броја становника у току последњих година